# Тайбон-Агордино

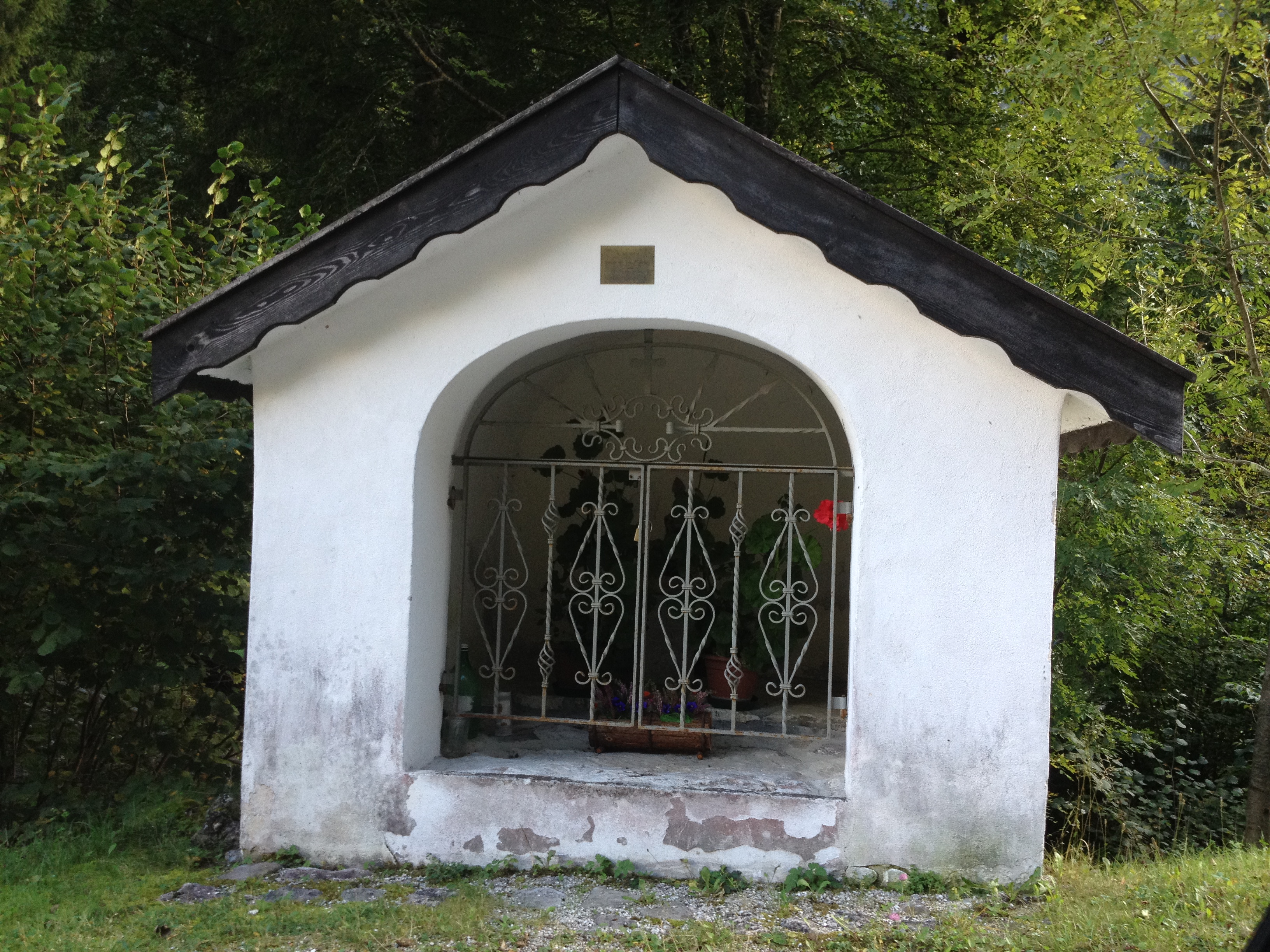
Капитель святого Лукана

Тайбон-Агордино (итал. Taibon Agordino) — коммуна в Италии, располагается в провинции Беллуно области Венеция.
Население составляет 1772 человека, плотность населения составляет 20 чел./км². Занимает площадь 89 км². Почтовый индекс — 32027. Телефонный код — 0437.
Покровителями коммуны почитаются святитель Корнелий (папа римский) и святитель Киприан, епископ Карфагенский, празднование 16 сентября, а также святой Лукан из Сабионы.